# Rovérsio
Rovérsio Rodrigues de Barros, plus communément appelé Rovérsio est un footballeur brésilien né le 17 janvier 1984 à Igarassu. Il évolue au poste de défenseur central.

## Palmarès
- Betis Séville
  - Vainqueur de la Liga Adelante en 2011.

- Cosmos de New York
  - Vainqueur du Soccer Bowl en 2013 et 2015.